# Hautteville-Bocage
Hautteville-Bocage ist eine französische Gemeinde mit 154 Einwohnern (Stand: 1. Januar 2022) im Département Manche in der Region Normandie. Sie gehört zum Arrondissement Cherbourg und zum Kanton Bricquebec-en-Cotentin. 
Die Gemeinde liegt auf der Halbinsel Cotentin, Nachbargemeinden sind Biniville im Nordwesten, Colomby im Norden, Urville im Nordosten, Orglandes im Südosten, Reigneville-Bocage im Süden und Sainte-Colombe im Südwesten.

## Bevölkerungsentwicklung
| Jahr      | 1962 | 1968 | 1975 | 1982 | 1990 | 1999 | 2008 | 2018 |
| --------- | ---- | ---- | ---- | ---- | ---- | ---- | ---- | ---- |
| Einwohner | 130  | 120  | 94   | 94   | 97   | 88   | 115  | 157  |

## Sehenswürdigkeiten

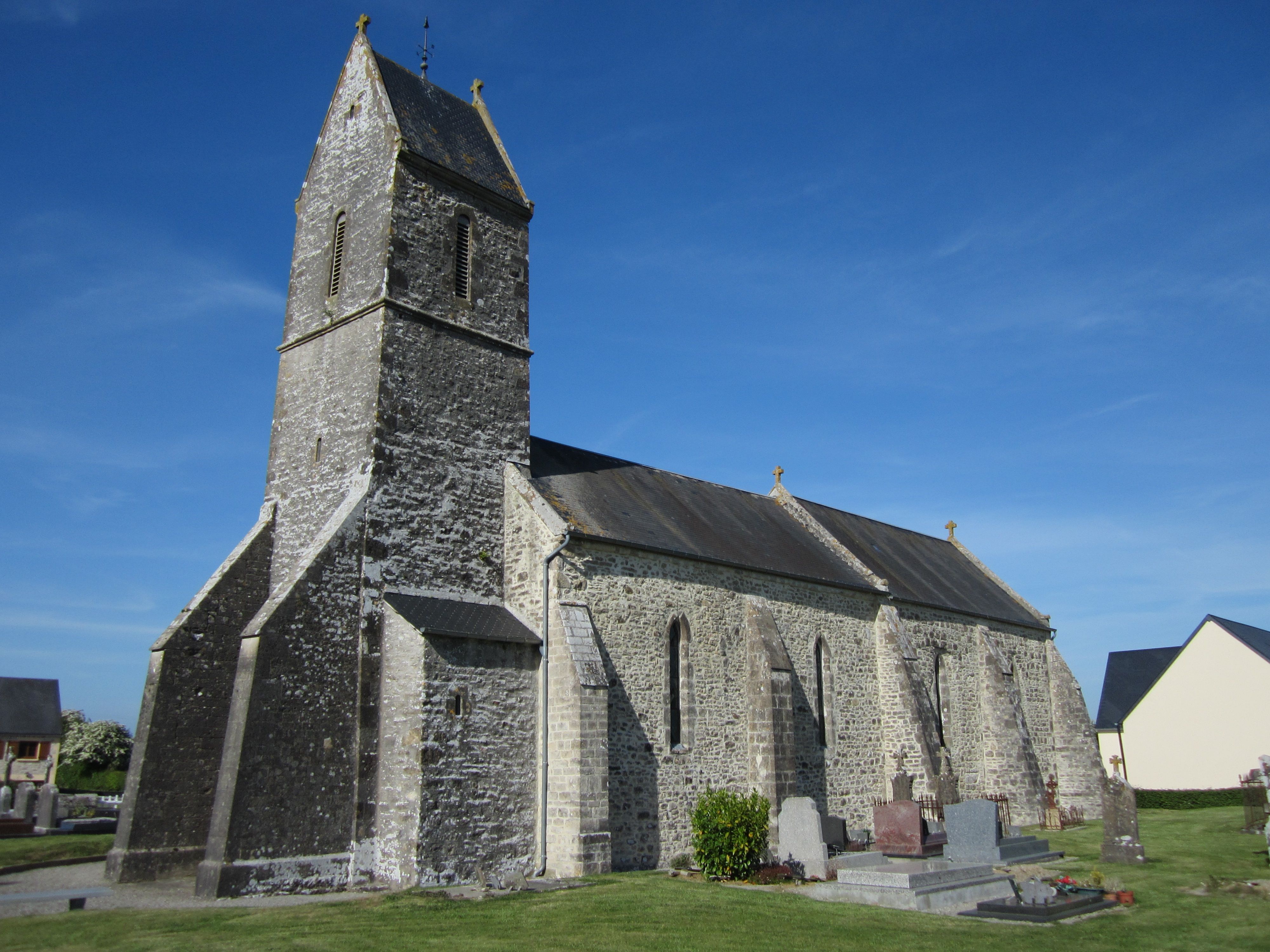
Kirche Notre-Dame

- Kirche Notre-Dame